# International Mercantile Marine Company
Die International Mercantile Marine Company (IMMC) war eine US-amerikanische Reederei mit Sitz in New York City, deren Hauptgeschäftszweck es war, einen Liniendienst zwischen Nordamerika und Europa aufrechtzuerhalten. Initiator der IMMC war der US-amerikanische Bankier, Eisenbahnmagnat und Geschäftsmann John Pierpont Morgan.

## Geschichte
Morgans Angriff auf die Seeschifffahrt begann im Jahre 1900, als er sich auf dem Gipfel seines Erfolgs befand. Seine Bank wies Aktiva in Höhe von 162 Mill. $ auf und seiner Eisenbahngesellschaft, der Baltimore and Ohio Railroad, gehörte ein Streckennetz von 15.000 km zwischen Atlantikküste und Chicago. Sein Plan, die Schifffahrt betreffend, war bemerkenswert einfach: Übernahme aller wichtigen Reedereien der Welt und danach die Verbindung der Schiffe mit seinem Eisenbahnnetz.
Morgan stellte zusammen mit einer Gruppe von Gesellschaftern 20 Mill. $ bereit, mit denen die beiden bedeutenden amerikanischen Reedereien, Atlantic Transport Line (ATL) und die International Navigation Company aufgekauft wurden. Auf diese Weise kam Morgan in den Besitz von etwa 40 Schiffen, zumeist Frachtern. Danach konzentrierte sich Morgan auf Großbritannien. Im April 1901 bezahlte man 12 Mill. $ in bar für die Reederei Leyland Line, der größten transatlantische  Frachterlinie mit ihren 40 Schiffen. Nur 10 Monate später kaufte er für 40 Mill. $ in bar und in Aktien die White Star Line mit ihren acht Passagierlinern und die Dominion Line Ltd. für 4,5 Mill. $ mit ihren 6 Passagier- und Frachtschiffen.
Innerhalb nur eines Jahres hatten Morgan und seine Partner, eine Flotte von etwa 100 Schiffen erworben, die etwa ein Drittel der Tonnage darstellten, die zwischen Europa und Nordamerika verkehrten. Die Presse Europas wetterte gegen diese Morganisierung des Atlantiks, doch fiel es den Vorständen der Reedereien schwer, über Morgans Kaufangebote hinwegzusehen. Zu Beginn des Jahres 1902 schlossen die beiden großen deutschen Reedereien, die Hamburg-Amerikanische Packetfahrt-Actien-Gesellschaft (HAPAG; auch Hamburg-Amerika Linie/HAL genannt) und der Norddeutsche Lloyd (NDL) in Bremen, einen 10-Jahres-Vertrag mit Morgans Gesellschaft. Sie wollten zwar nicht verkaufen, aber dennoch eine gemeinsame Politik mit Morgan verfolgen, um einen übermäßigen Wettbewerb zu vermeiden.
Im April 1902 verkündete Morgan die Bildung der International Mercantile Marine Company (IMMC), mit einer Kapitalausstattung von 170 Mill. $. Diese Zahl kam zum Teil dadurch zustande, dass man den zukünftigen Aktienwert mit einbezog, der äußerst optimistisch angesetzt war.

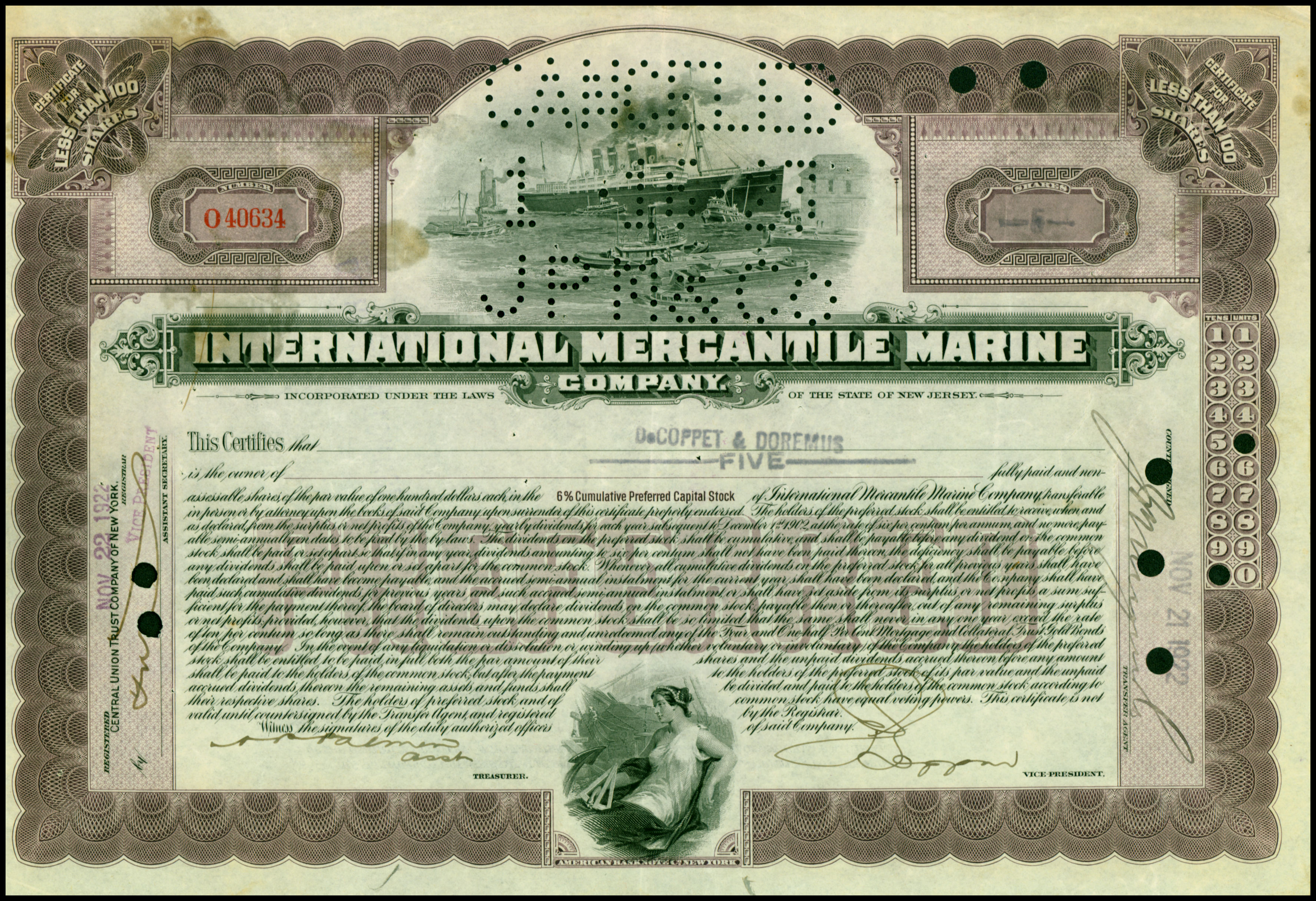
Vorzugsaktie der International Mercantile Marine Company vom 21. November 1922

Doch nicht alle Reedereien wollten sich von Morgan kaufen lassen. Die renommierte britische Cunard Line weigerte sich und ihr Präsident übte solange Druck auf das Parlament aus, bis es ein Darlehen in Höhe von 11.712.000 $ für den Bau neuer Schiffe und darüber hinaus jährliche Subventionen in Höhe von 732.000 $ bewilligte. Dieser offene Widerstand ließ eine andere wichtige Reederei Mut fassen, die damals staatliche französische Compagnie Générale Transatlantique S.A. (CGT) mit ihren 75 Passagier- und Frachtschiffen, war den Angeboten Morgans gegenüber taub.
Damit geriet Morgans Plan für ein Monopol auf dem Atlantik in Schwierigkeiten. Die IMMC geriet in einen harten und kostspieligen Konkurrenzkampf und musste verstärkt neue Schiffe für die Tochterfirmen in Auftrag geben um die Marktlage zu verbessern.
Als Morgan das Interesse an der Gesellschaft verlor, begann die IMMC unter schlechtem Management zu leiden und musste 1915 Konkurs anmelden. Aber der Erste Weltkrieg mit seiner Nachfrage an Schiffen rettete die Gesellschaft vor dem Untergang. In den 1920er Jahren konzentrierte sich die Gesellschaft auf ihre US-Reedereien und trennte sich von ihren ausländischen Erwerbungen. 1922 änderte die IMMC ihren Namen in United States Lines Inc. (USL) und überlebte als eine der erfolgreichsten und rentabelsten US-Reedereien, bis auch sie 1987 in Konkurs ging.